# نايجل كوتس
نايجل كوتس (بالإنجليزية: Nigel Coates) هو ضابط بحري أسترالي، ولد في 8 مارس 1959، وتوفي في 2 يونيو 2010 في كانبرا في أستراليا.